# جداسازی (اقتصاد)
جداسازی یک نوواژه در مبحث اقتصاد است که به فرایند جداسازی بخشهای یکپارچهٔ سازمانی و تبدیل آن بخش به گروه‌های جدا ازهم و مستقل گفته می‌شود. در این روش با جداسازای همهٔ بخشهای یک سازمان یا صنایع، وظایف آن بخش اختصاصی شده تا به کیفیت کارها افزوده شود. از فرایند جداسازی بعنوان یک نوآوری تحول آفرین در علم اقتصاد یاد می‌شود که موجب افزایش بهره‌وری شرکتها می‌گردد.